# Ducado de Aranjuez

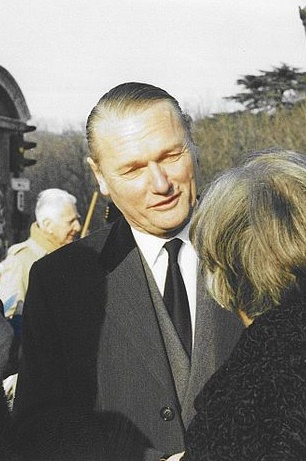
Sixto Enrique de Borbón-Parma, pretendiente carlista al Trono de España como regente.

El ducado de Aranjuez es el título de incógnito (y de señalamiento desde 1977) que comenzó a usar Sixto Enrique de Borbón-Parma en 1963 y que continuó usando como pretendiente carlista al Trono de España desde 1977.
El 4 de noviembre de 1963 Javier de Borbón-Parma, pretendiente a la Corona española como Javier I, anunció que había decidido crear para Sixto Enrique, su hijo segundogénito, el título de «duque de Aranjuez». En 1965 se alistó de incógnito en la Legión Española con el nombre de Enrique Aranjuez.
Tras la muerte en 1977 de Javier, una parte minoritaria de carlistas que no reconocieron la legitimidad de ejercicio de su primogénito Carlos Hugo, ni la abdicación en él de Javier en 1975, reconocieron al hermano menor de Carlos Hugo, Sixto Enrique, quien en 1975 se había declarado Abanderado de la Tradición y regente de la Comunión Tradicionalista